# Belote et Re
Le Belote et Re est un ancien chalutier-thonier à coque et pont en pin, mât et espars en acier. Il a été relancé en 1993 en voilier  après une longue reconversion. Son port d'attache actuel est Daoulas (Finistère), auparavant Pornic (Loire-Atlantique). Son immatriculation est : LS 266518 , LS pour le quartier maritime des Sables d'Olonne. 

## Histoire
Il fut le dernier thonier à cul de poule construit en bois par le chantier Bénéteau Père de Saint-Gilles-Croix-de-Vie et lancé en 1957. Réalisé sur des plans d'André  Bénéteau, il fit partie d'une série construite après la seconde guerre mondiale. Il avait été commandé par le patron-pêcheur Roger Rivallin qui pratiqua la pêche jusqu'à sa retraite en 1977.
Belote et Re était un bateau à moteur et sans voile, qui pêchait le thon pendant l'été dans le golfe de Gascogne, et la pêche au chalut en hiver. 
Il fut racheté par Raymond Baud, qui l'équipa d'un moteur de 240 cv et qui continua la pêche jusqu'en 1980. En 1981, il est racheté par Jacques Perraudeau qui pratiqua la pêche au chalut pélagique jusqu'en 1983. Puis il fut abandonné. 
En 1985, il est repris pour le franc symbolique par André Durandeau, un professeur de physique de l'université de Nantes. Il a été complètement restauré et transformé en voilier. Le gaillard d'avant supprimé, la timonerie conservée, il est relancé en 1993. 
Il a participé à différentes éditions des Fêtes maritimes de Brest : Brest 1996, Brest 2000, Brest 2004 et Les Tonnerres de Brest 2012.